# Ajofrín
Ajofrín település Spanyolországban, Toledo tartományban. Ajofrín Burguillos de Toledo, Chueca, Layos, Mazarambroz, Nambroca, Orgaz és Sonseca községekkel határos. Lakosainak száma 2350 fő (2024).

## Népesség
A település lakosságának változását az alábbi diagram mutatja:
| Lakosok száma | 2185 | 2171 | 2297 | 2290 | 2288 | 2336 | 2245 | 2264 | 2290 | 2350 |
|               | 2001 | 2004 | 2007 | 2009 | 2012 | 2014 | 2017 | 2019 | 2022 | 2024 |